# Richard Siegmann

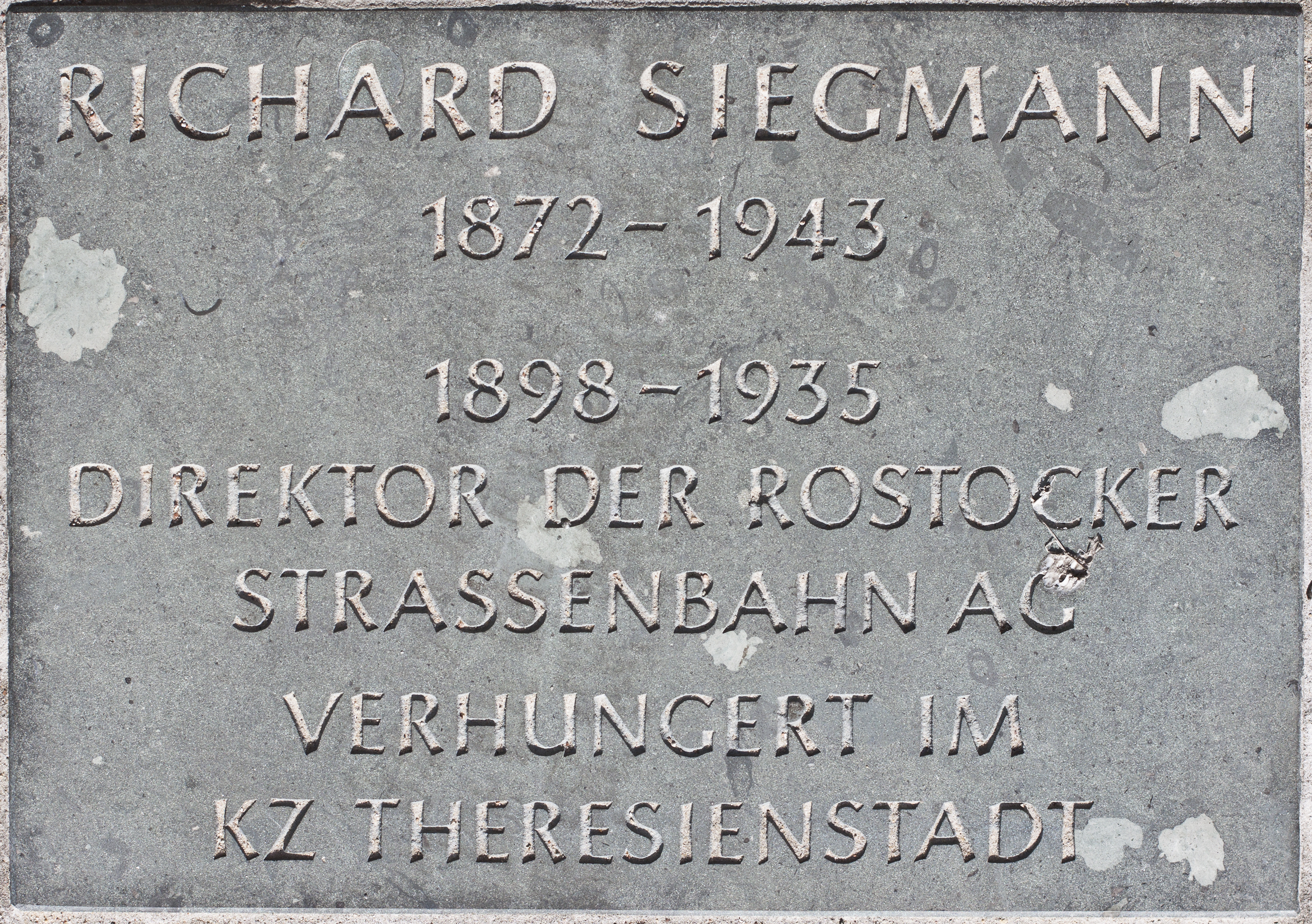
Stolperstein in Rostock

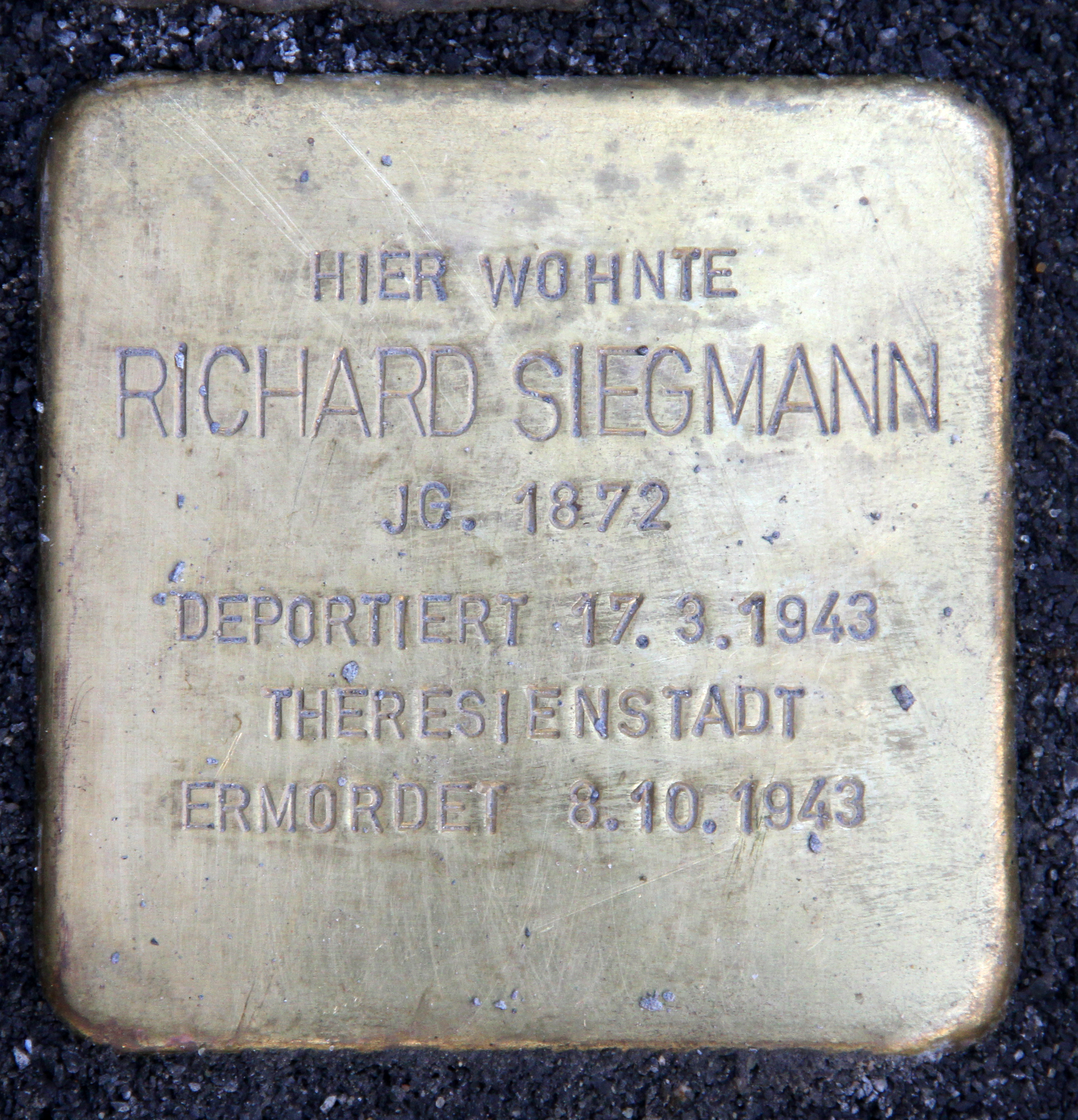
Stolperstein in Berlin

Richard Siegmann (* 17. Juni 1872 in Berlin; † 8. Oktober 1943 im KZ Theresienstadt) war ein deutscher Manager in der Verkehrswirtschaft und Kommunalpolitiker, der über 30 Jahre lang Vorstand der Rostocker Straßenbahn AG und mehrmals Stadtverordneter von Rostock war.

## Leben und Beruf
Siegmann war eines von neun Kindern eines ursprünglich aus Danzig stammenden wohlhabenden jüdischen Unternehmers. Er wurde 1872 geboren und wuchs in der Friedrich-Wilhelm-Straße im Berliner Tiergartenviertel auf. Er besuchte das Gymnasium zum Grauen Kloster und leistete nach der Schulzeit den Militärdienst ab. Anschließend wurde er Bankkaufmann und arbeitete in diesem Beruf bis 1898. In diesem Jahr zog er nach Rostock und wurde am 13. Juni zweiter Vorstand der Mecklenburgischen Straßen-Eisenbahn-Aktien-Gesellschaft, die die Straßenbahn Rostock betrieb. Bereits im Oktober 1898 wurde er zum ersten und dann alleinigen Vorstand berufen. Siegmann heiratete 1902 die aus Schwerin stammende Margarete Salomon (1881–1943). Das Paar hatte drei Kinder: Melanie (1903–1993; {\displaystyle \infty } 1938 Ludwig Litten), Hans (* 1905) und Hedi (1906–1944). Ab 1910 lebte die Familie in einer Villa am Schillerplatz in Rostock.
Neben der Vorstandstätigkeit war Siegmann ehrenamtlich tätig. Er gründete im Januar 1910 den Verkehrsverein Rostock e. V. und war über lange Zeit im Vorstand des Vereins. Im Mai 1911 war er außerdem an der Gründung des Mecklenburgischen Verkehrsverbandes e. V. beteiligt. Auch für diesen Verein war er Erster Vorsitzender. Er war weiterhin im Vorstand des Bundes Deutscher Verkehrsvereine sowie mehrerer Verkehrsvereine im Ostseeraum. 1926 wählte die Israelitische Landesversammlung (Legislativorgan der vertretenen Gemeinden) der Israelitischen Landesgemeinde Mecklenburg-Schwerin (Landesverband der jüdischen Gemeinden) Siegmann zu ihrem Präsidenten. Nach der Machtergreifung der Nationalsozialisten wurde er im April 1933 aus allen Vorstandsämtern der Vereine entlassen. Seinen Posten als Vorstand der Rostocker Straßenbahn AG musste er schließlich zum Jahresende 1935 räumen.
Siegmann zog daraufhin Anfang 1936 mit seiner Familie zurück nach Berlin, weshalb er im gleichen Jahr den Vorsitz in der Israelitischen Landesversammlung niederlegte. Aus Berlin wurde er am 17. März 1943 von der Gestapo verschleppt und ins KZ Theresienstadt deportiert. Er verhungerte dort noch im selben Jahr. Ebenfalls deportiert wurden seine Frau, die wenige Wochen nach ihm starb, und seine jüngste Tochter Hedi, die 1944 im KZ Auschwitz ermordet wurde. Die beiden älteren Kinder Siegmanns waren ins Ausland geflohen und überlebten den Holocaust.

## Politisches Wirken
Zunächst war Siegmann Mitglied der Fortschrittlichen Volkspartei. Ab Juli 1913 war er für diese Partei Abgeordneter in der Rostocker Bürgervertretung. Siegmann setzte sich bereits in dieser Zeit für eine Demokratisierung ein. Im November 1918 wurde er in den Vorstand des Bürgerrats gewählt. Er trat im Januar 1919 in die Deutsche Demokratische Partei über und hatte für diese Partei bis Juli 1920 ein Mandat in der Stadtverordnetenversammlung. Nachdem er ab September 1919 1. stellvertretender Stadtverordneten-Vorsteher wurde, legte er seinen Posten als Vorstand der Rostocker Straßenbahn zunächst nieder, nahm diesen jedoch im Mai 1921 wieder auf. In dieser Zeit übernahm er für seinen Freund Max Samuel die Leitung der EMSA-Werke, während der sich von einem Autounfall erholte.
Mitte der 1920er Jahre wechselte Siegmann in die Reichspartei des deutschen Mittelstandes und wurde 1927 erneut Stadtverordneter in Rostock. Im Zuge der Gleichschaltung musste er im April 1933 sein Mandat niederlegen.

## Ehrungen
1992 wurde in Reutershagen die Richard-Siegmann-Straße nach ihm benannt. Bei der Zeremonie war Siegmanns damals 89-jährige Tochter Melanie Litten anwesend. Außerdem wurden in Berlin und Rostock Stolpersteine zum Gedenken an ihn verlegt. 2004 gründete die Rostocker Straßenbahn AG (RSAG) die Richard-Siegmann-Stiftung.
Der Straßenbahntriebwagen 603 der RSAG wurde als Richard-Siegmann-Bahn dem Andenken Siegmanns gewidmet. Im Wageninneren an der Decke finden sich Eckdaten von Siegmanns Lebensgeschichte.

## Schriften Siegmanns
- Fremdenverkehr in Mecklenburg und die Bedeutung der Verkehrsvereine. In: Der Obotrit, 4. Jahrgang 1913, Heft 5, S. 40 f.
- Der Fremdenverkehr und Mecklenburg. Entwicklung und Bedeutung. In: Mecklenburgische Monatshefte, 8. Jahrgang 1932, Heft 7, S. 301–307.
- Holzgasantrieb im linienmäßigen Omnibusverkehr. Betriebserfahrungen der Rostocker Straßenbahn. In: Verkehrstechnik, Zentralblatt für den gesamten Landverkehr und Straßenbau, 51. Jahrgang 1934, Nr. 6, S. 147 ff.